# Zeuxine plantaginea
Zeuxine plantaginea är en orkidéart som först beskrevs av Heinrich Gustav Reichenbach, och fick sitt nu gällande namn av George Bentham, Joseph Dalton Hooker och Emmanuel Drake del Castillo. Zeuxine plantaginea ingår i släktet Zeuxine och familjen orkidéer.
Artens utbredningsområde är Samoa. Inga underarter finns listade i Catalogue of Life.